# Barracas
Barracas – gmina w Hiszpanii, w prowincji Castellón, we wspólnocie autonomicznej Walencja, o powierzchni 42,15 km². W 2011 roku liczyła 201 mieszkańców.